# Mijosi Kódzsi
Mijosi Kódzsi (三好 康児) (Kavaszaki, 1997. március 26. –) japán válogatott labdarúgó.

## Klub
A labdarúgást a Kawasaki Frontale csapatában kezdte. 2017-ben japán bajnoki címet szerzett. Később játszott még a Hokkaido Consadole Sapporo és a Yokohama F. Marinos csapatában. 2019-ben a Royal Antwerp FC csapatához szerződött.

## Nemzeti válogatott
A japán U20-as válogatott tagjaként részt vett a 2017-es U20-as labdarúgó-világbajnokságon. 2019-ben debütált a japán válogatottban. A japán válogatott tagjaként részt vett a 2019-es Copa Américán. A japán válogatottban 5 mérkőzést játszott.

## Statisztika
| Japán válogatott | Japán válogatott | Japán válogatott |
| Időszak          | Mérk.            | gól              |
| ---------------- | ---------------- | ---------------- |
| 2019             | 3                | 2                |
| 2020             | 2                | 0                |
| Összesen         | 5                | 2                |

## Sikerei, díjai
Klub
- Japán bajnokság: 2017, 2019